# Артур Грифит
Артур Грифит (енгл. Arthur Griffith, ир. Art Ó Gríobhtha; Даблин, 31. март 1872 — 12. август 1922) је био ирски политичар, националиста, оснивач и трећи вођа Шин Фејна и председник Ирске Републике од јануара до августа 1922.
Подупирао је Буре у борби против Британаца. Контроверзан је због подршке антисемитским протестантима и нападима на пацифисте и социјалисте. Шин Фејн је по суду већине повјесничара основан 28. новембар 1905. године јер је тада Грифит обзнанио своје политичке намере и своју идеологију. Био је пријатељ са Мајклом Колинсом.
Након 1921. када је са Колинсом водио делегацију која је потписала Англо-ирски споразум, Грифит се бавио политиком смањеним интензитетом. Умро је од можданог крварења у 50. години.